# Llac de Neuchâtel
El llac de Neuchâtel (en francès: Lac de Neuchâtel [lak də nøʃɑtɛl]; en arpità: Lèc de Nôchâtel; en alemany: Neuenburgersee)  és el llac més gran enterament suís.
El llac es troba principalment al cantó de Neuchâtel, però també el comparteixen els cantons de Vaud, Friburg i Berna. Comprèn un dels llacs de la regió dels Tres Llacs (en francès: Pays des Trois-Lacs, en alemany: Drei-Seen-Land), juntament amb els llacs Biel/Bienne i Morat/Murten.

## Geografia
El llac està envoltat pels cantons de Vaud, Neuchâtel, Berna i Friburg.
Els seus principals afluents són el riu La Thielle i el canal de la Broye, que l'uneix al llac de Morat. Aquest serveix com a conca de compensació per a les aigües del riu Aar, que arriben al llac de Bienne. Si aquest últim creixés massa, la sortida d'aigua es pararia i es podria començar a bombar en sentit invers.
Amb una superfície de 218,3 km², el llac de Neuchâtel és el llac més gran situat completament a Suïssa i el 59è llac més gran d'Europa. Fa 38,3 km de llarg i 8,2 km d'amplada en el seu punt més alt. La seva superfície és de 429 metres sobre el nivell del mar i la profunditat màxima és de 152 metres. El volum total d'aigua és de 14,0 km3. La superfície de drenatge del llac és d'aproximadament 2.670 km² i el seu punt culminant és Le Chasseron a 1.607 metres.

## Activitats
Nombroses vinyes es troben a les ribes del llac. Trobem chasselas i pinot noir amb els quals es fa el vi vermellós dit Œil-de-Perdrix.
El turisme és igualment important en la regió, però sobretot es concentra a les grans ciutats que envolten el llac.